# Jean Pierre Berger
Jean Pierre Berger (Parigi, 22 febbraio 1915 – Gibilterra, 30 giugno 1940) è stato un militare e aviatore francese, tra i primi ad aderire alle Forces aériennes françaises libres dopo la firma dell'armistizio del 22 giugno 1940, Mort pour la France fu insignito postumo dell'Ordre de la Libération.

## Biografia
Nacque a Parigi il 22 febbraio 1915. Dopo aver studiato presso il Lycée Janson de Sailly conseguendo una laurea in lettere e una in scienze politiche, si avviò alla carriera diplomatica. Prestò servizio militare di leva nell'Armée de terre assegnato come tenente al 6º Reggimento spahis algerini, congedandosi nell'ottobre 1938.
Richiamato in servizio attivo nel marzo 1939, presentò domanda per essere assegnato all'Armée de l'air, iniziando a frequentare la Scuola osservatori d'aeroplano di Dinard nel novembre 1939, a seconda guerra mondiale iniziata. Durante la battaglia di Francia del maggio-giugno 1940 fu evacuato a Clermont-Ferrand e assunse il comando di un distaccamento di fanteria territoriale con la missione di difendere il ponte di Marcigny sulla Loira. Il 18 giugno, all'arrivo delle truppe tedesche, fece saltare in aria il ponte.
Poco prima della fine delle ostilità, il 21 giugno si imbarcò a Verdon-sur-Mer sul transatlantico Massilia per raggiungere Casablanca, in Marocco, dove arrivò il giorno 24 fermamente deciso a raggiungere l'Inghilterra per riprendere le armi. A Casablanca incontrò i piloti della Scuola di perfezionamento al pilotaggio di Meknès.
Il capitano Jacques de Vendeuvre e i suoi compagni, i capitani Gustave Lager e Michel Meyrand, i tenenti Pierre Tassin de Saint-Péreuse e Pierre Aubertin e il sottotenente Robert Weill si trovavano a Casablanca, in partenza per la Francia quando vennero a a conoscenza della richiesta di armistizio con la Germania del Maresciallo di Francia Philippe Pétain. Gli aviatori decisero di continuare a combattere in Nord Africa se il generale Charles Noguès, comandante in capo del teatro delle operazioni in Africa del nord confermava la sua volontà di non accettare l'armistizio e, in caso contrario, di unirsi alla Gran Bretagna.
Quando il 29 giugno 1940 giunse loro la notizia della liberazione di tutti i prigionieri di guerra italiani detenuti in Marocco e della decisione che, a partire dal 1 luglio, tutti gli aerei dovevano essere resi inutilizzabili, decisero di partire per raggiungere l'Inghilterra.
Il 30 giugno 1940 i sei aviatori, cui si aggiunsero lui e il sottotenente Bertrand Jochaud du Plessix, presero la navetta che li portò, come di consueto, all'aeroporto di Berrechid situato a una cinquantina di chilometri a sud di Casablanca.
Armati di falsi ordini di missione, presero in consegna tre bombardieri Martin 167A-3. Nel primo aereo pilotato dal capitano de Vendeuvre, presero posto il tenente Berger e il sottotenente Jochaud du Plessis. Nel secondo aereo pilotato dal capitano Lager, salirono i tenenti Aubertin e Tassin de Saint-Péreuse. Nel terzo velivolo, pilotato dal capitano Michel Meyrand, cercò di prendere posto il sottotenente Weill. Quest'ultimo, non potendo aprire il portellone posteriore dell'aereo, salì finalmente sul primo aereo pilotato da de Vendeuvre. Alle 16:00 gli aerei decollarono e percorsero la distanza per Gibilterra senza incidenti. L'aereo pilotato da Lager e Meyrand atterrò sano e salvo sul locale aeroporto, sorprendendo la vigilanza della contraerea spagnola. L'aereo di Vendeuvre, più lento perché sovraccarico, fu attaccato da tutte le postazioni contraeree spagnole dell'area e si schiantò nelle acque del porto. Le unità britanniche accorse in loro aiuto raccolsero le salme dei primi 4 caduti della Francia libera.
Jean Pierre Berger fu sepolto il giorno dopo presso il cimitero di North Front presso il campo d'aviazione di Gibilterra con i suoi camerati; essi furono i primi ad essere insigniti dell'Ordre de la Libération.